# Blasen-Wundklee
Der Blasen-Wundklee (Tripodion tetraphyllum) ist die einzige Art der Pflanzengattung Tripodion in der Unterfamilie der Schmetterlingsblütler (Faboideae) innerhalb der Familie der Hülsenfrüchtler (Fabaceae).

## Beschreibung

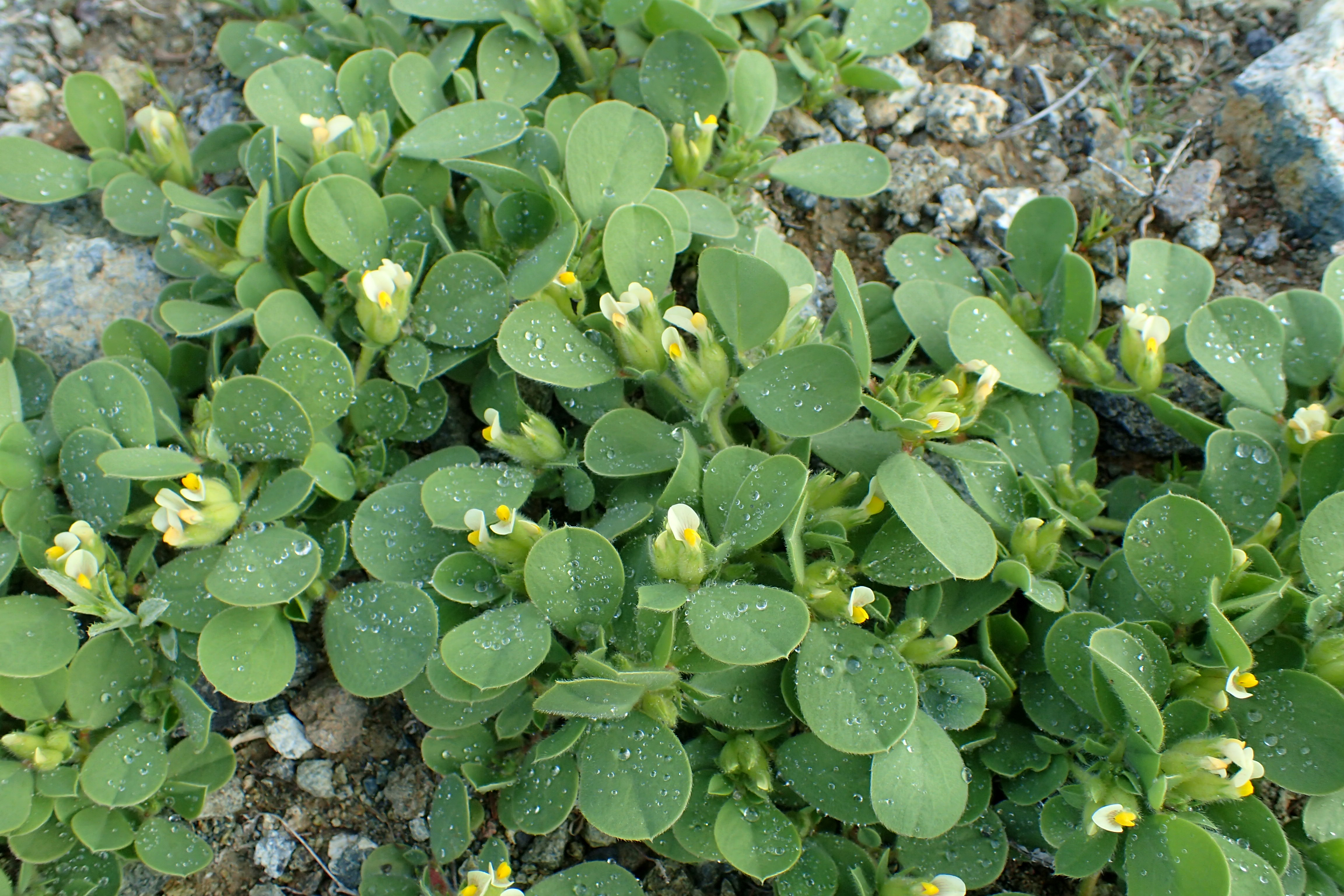
Habitus, Laubblätter und Blütenstände

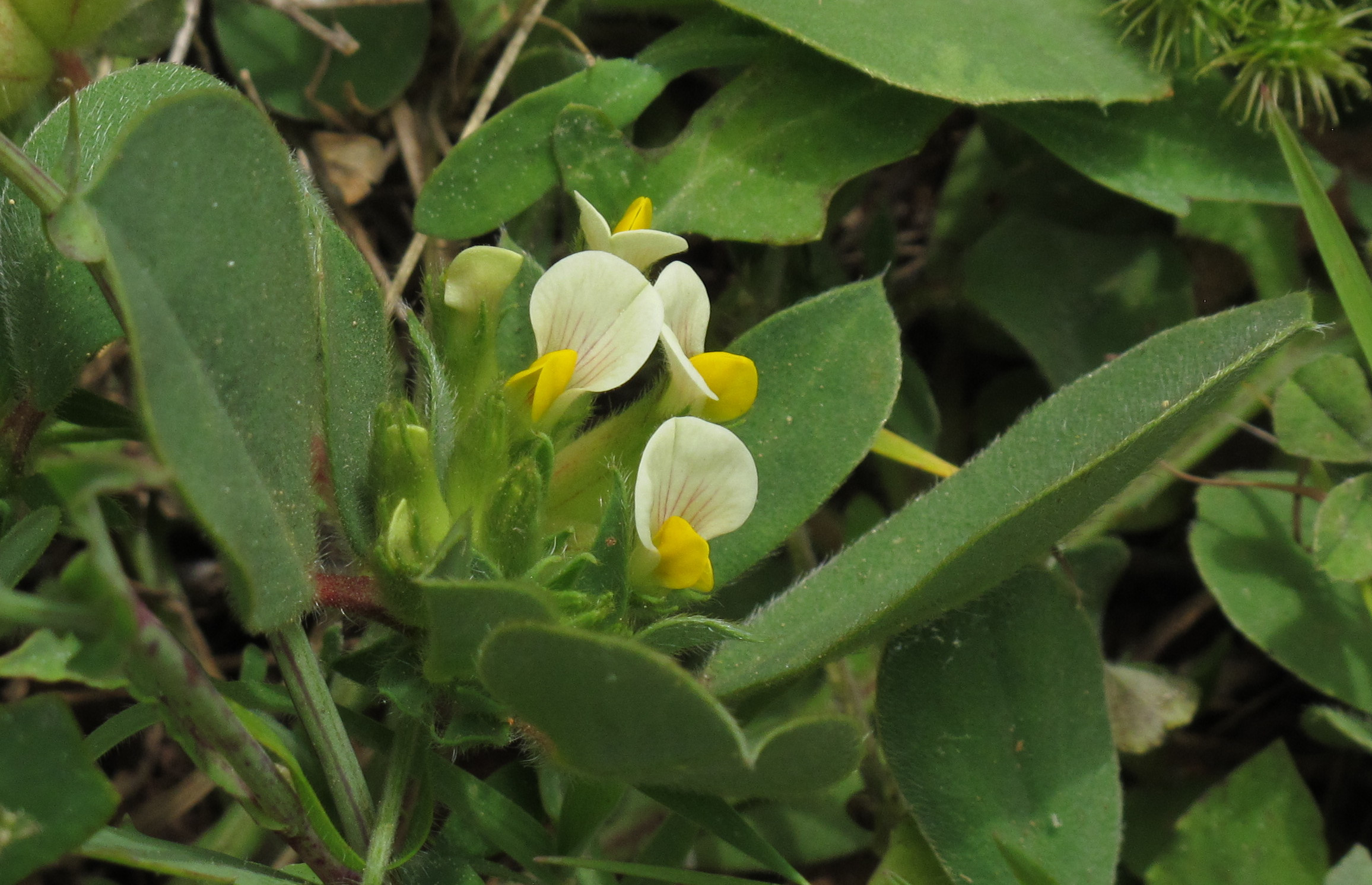
Blütenstand

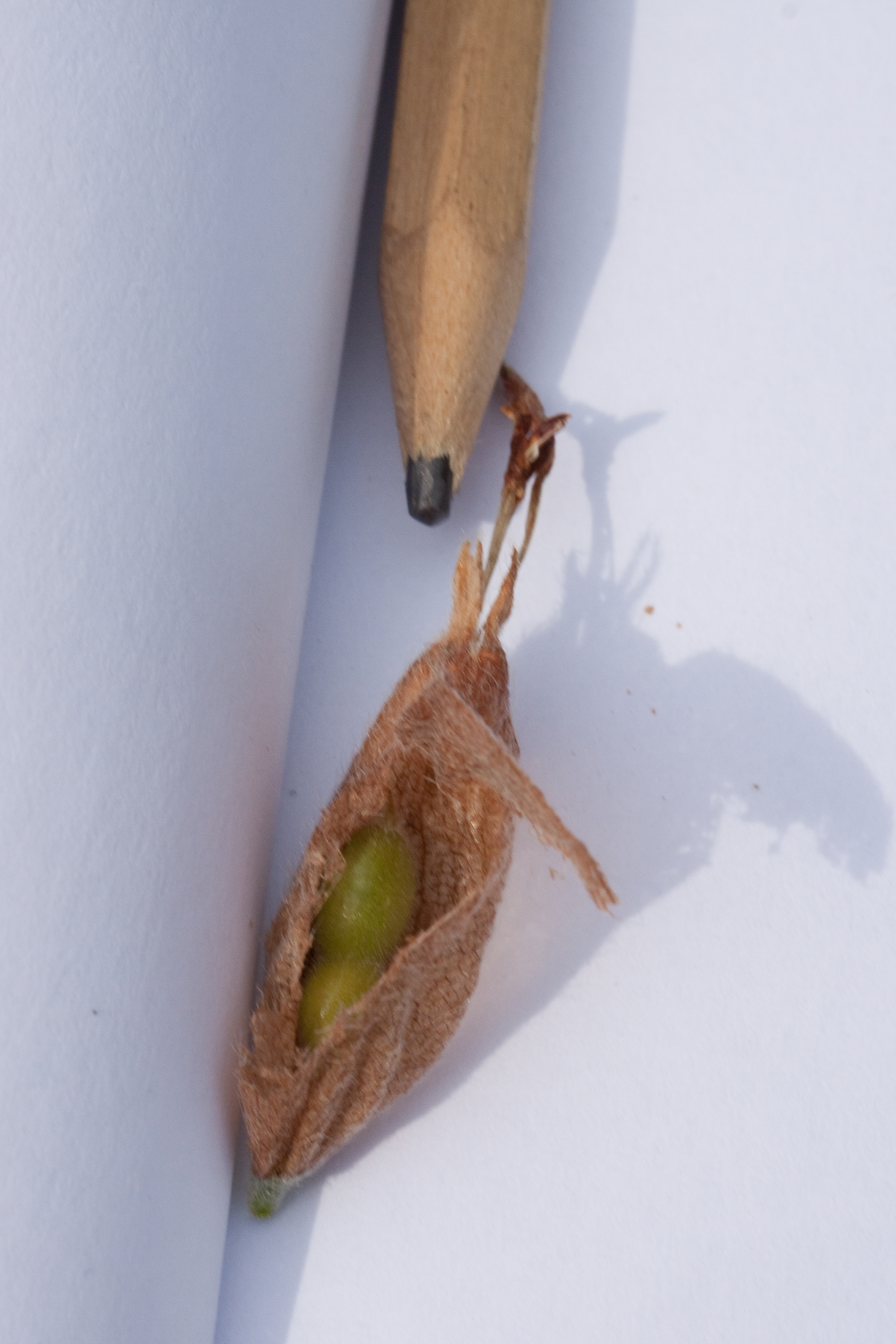
Frucht im beständigen Kelch

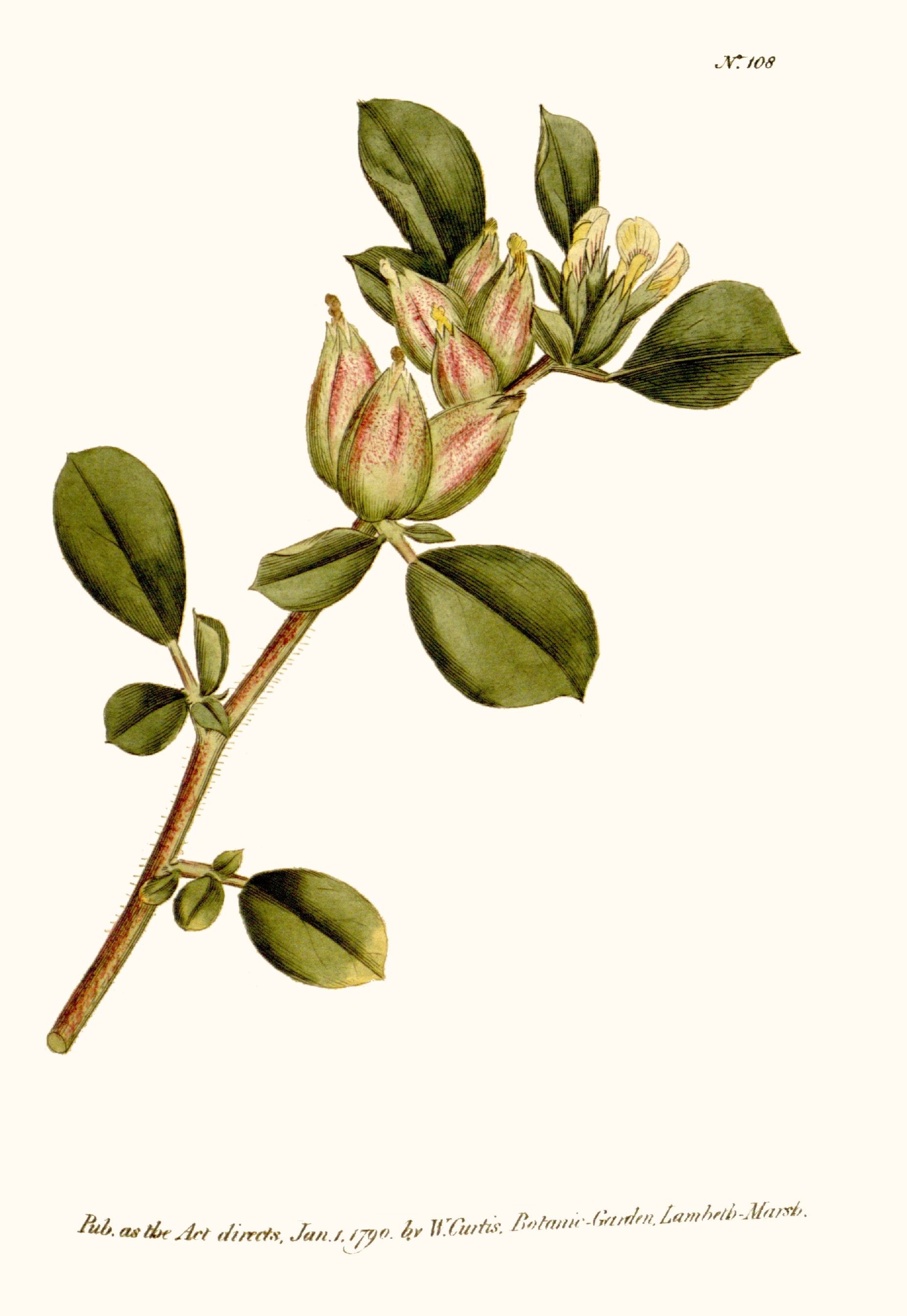
Illustration aus The Botanical Magazine, Volume 3, 1790, Tafel 108

### Vegetative Merkmale
Der Blasen-Wundklee ist eine ein-, zweijährige oder ausdauernde krautige Pflanze, die Wuchshöhen von 10 bis 50 Zentimetern erreicht. Die oberirdischen Pflanzenteile sind behaart. Der Stängel ist niederliegend.
Die Laubblätter sind wechselständig angeordnet. Die zwei unteren, kleinen Laubblätter sind kurz gestielt und ungeteilt sowie elliptisch. Die oberen Laubblätter sind sitzend und unpaarig gefiedert mit ein bis zwei Fiederpaaren und einer viel größeren Endfieder. Die Blätter bzw. die kurz gestielten Blättchen sind ganzrandig und mehr oder weniger weißlich behaart.

### Generative Merkmale
Die Blütezeit reicht von Februar bis Juni. Die kurz gestielten Blüten stehen in mehrblütigen und achselständigen Büscheln mit einem Deckblatt darunter.
Die zwittrigen Blüten sind zygomorph und fünfzählig mit doppelter Blütenhülle. Der 12 bis 15 Millimeter lange und 4,5 bis 6 Millimeter breite, röhrige Kelch, mit pfriemlichen Zipfeln, ist dicht seidig behaart und nur wenig kürzer als die Blütenkrone; er wird später oft rötlich, etwas aufgeblasen und bis zu 12 Millimeter breit. Die Blütenkrone weist die typische Form einer Schmetterlingsblüte auf. Die Fahne ist weißlich bis cremefarben, die Flügel gelb und das Schiffchen ist oft an der Spitze rot gefärbt.
Die relativ kleine, kurz geschnäbelte und behaarte Hülsenfrucht im beständigen Kelch, ist gewöhnlich zweisamig und zwischen den beiden Samen eingeschnürt.
Die Chromosomenzahl beträgt 2n = 16.

## Vorkommen
Der Blasen-Wundklee kommt in Südeuropa, in Nordafrika und in Westasien vor. Sein Areal in Europa umfasst den Mittelmeerraum. In Europa hat die Art ursprüngliche Vorkommen in den Ländern Portugal, Spanien, Frankreich, Italien, im früheren Jugoslawien, Albanien, Griechenland und in der Türkei.
Der Blasen-Wundklee wächst im Mittelmeerraum in Kulturland, Brachland, an Wegrändern und in der Garigue und kommt meist über Kalkgestein vor.

## Systematik
Die Erstveröffentlichung erfolgte 1753 unter dem Namen (Basionym) Anthyllis tetraphylla durch Carl von Linné in Species Plantarum, Seite 719. Die Neukombination zu Tripodion tetraphyllum (L.) Fourr. wurde 1868 durch Jules Pierre Fourreau (1844–1871) in Annales de la Société Linnéenne de Lyon, Séries 2, 16, Seite 359 veröffentlicht. Weitere Synonyme für Tripodion tetraphyllum (L.) Fourr. sind: Physanthyllis tetraphylla (L.) Boiss., Vulneraria tetraphylla (L.) Moench., Tripodion lotoides Medik. Die Gattung Tripodion Medik. wurde 1787 durch Friedrich Casimir Medicus in Vorlesungen der Churpfälzischen physicalisch-öconomischen Gesellschaft. Mannheim. Band 2, Seite 348 aufgestellt.
Tripodion tetraphyllum ist die einzige Art der Pflanzengattung Tripodion der Subtribus Anthyllidinae W.D.J.Koch aus der Tribus Loteae  in der Unterfamilie Faboideae innerhalb der Familie Fabaceae.
Je nach Autor gibt es etwa zwei Unterarten:
- Tripodion tetraphyllum subsp. purpureum (Maire & Wilczek) Dobignard: Sie kommt nur in Marokko vor. Doch in den meisten Quellen[7] ist dieses Subtaxon unbekannt.
- Tripodion tetraphyllum (L.) Fourr. subsp. tetraphyllum